# 프로DG

프로DG(ProDG) 또는 정식 당명으로 친독일어 공동체(親獨逸語 共同體, 독일어: Pro Deutschsprachige Gemeinschaft 프로 도이치스프라히게 게마인샤프트[*])는 독일어 사용 지역인 벨기에 독일어 공동체 지역을 기반으로 하는 벨기에의 중도주의 계열 정당이다. 2001년에 창당되었다.